# Pirin-Fiat
Pirin-Fiat est une marque commerciale automobile bulgare. Elle fut créée en 1966 pour une durée contractuelle initiale de cinq ans. Elle cessa toute activité en 1971.

## Histoire

### Contexte de l'époque
Dans les années d'après-guerre, tous les pays de l'Est sont sous "protectorat" de l'Union Soviétique. Ils ne sont pas autonomes et dépendent du pouvoir central de Moscou pour toute activité économique avec des prix des matières premières et des produits finis que l'on qualifierait de "politiques". En effet, il coûtait moins cher à un citoyen de ces pays de faire 50 000 km en avion qu'en train ou encore en voiture. Le prix de l'essence était 3 fois inférieur à celui pratiqué en occident, la valeur du rouble était "officiellement" bien supérieure à celle du dollar mais en transactions locales, on pouvait obtenir 5 roubles pour 1 dollar.
Dans ces conditions, il est facile de comprendre qu'il suffisait aux dirigeants soviétiques d'imposer une taxe ou un impôt pour refuser un produit nouveau ou l'implantation d'une usine difficilement contrôlable.

### L'automobile en Bulgarie
À cette époque, la Bulgarie ne disposait d'aucune industrie automobile. Toutes les rares voitures en circulation, camionnettes, camions ou autobus étaient russes (ZIL ou Moskvitch) ou tchèques (Skoda).
Les dirigeants bulgares et le président de la République populaire de Bulgarie, Todor Jivkov, voulurent lancer en 1959 un plan quinquennal d'industrialisation. Comprenant que l'avenir de leur pays devait passer par là, ils voulaient promouvoir l'industrie automobile, forte pourvoyeuse d'emplois. Ce plan courageux de développement, incompatible avec la stratégie soviétique sera un énorme échec.
De longues discussions avec plusieurs constructeurs automobiles occidentaux furent engagées et il faudra attendre le 26 septembre 1966 pour qu'un accord de coopération soit signé entre le constructeur italien Fiat qui était aussi en négociation avec l'URSS pour la création de la marque AutoVaz plus connue sous le nom Lada en Europe, soit signé à Turin.

### Le contrat avec Fiat
Le projet de contrat négocié entre Fiat Auto et la société d'État "SPC Balkankar" stipulait :
- la société bulgare SPC Balkankar assemblerait sous licence des automobiles Fiat importées en Bulgarie en CKD dans une usine à Lovetch, la marque commerciale des voitures serait "Pirin-Fiat" mais les voitures porteraient le seul logo normal Fiat.
- le volume des voitures importées serait de 300-350 modèles Fiat 850 berline pour le reste de l'année 1966, et serait compris entre 3.000 et 5.000 unités en 1967, l'évolution se ferait en fonction de l'accueil réservé par le marché, les années suivantes,
- le constructeur italien était dès à présent autorisé à créer une propre filiale locale et à construire une usine indépendante pour la production de voitures et de pièces détachées, au terme du contrat,
- Fiat aiderait les dirigeants bulgares, avec sa filiale Fiat Engineering pour la création d'un réseau de stations service et garages dans tout le pays qui en était totalement dépourvu,

Il faudra attendre le 17 novembre 1966 pour que les bulgares signent un contrat qui ne reprenait pas tous les accords conclus.
Le contrat final stipulait que la société "SCP Balkankar" importerait en CKD les modèles Fiat 850 berline mais aussi des Fiat 850 Coupé, Fiat 124 berline et break. Le nombre de chaque modèle était aussi très précisément mentionné pour un total de 5.000 unités annuelles.
Initialement, Fiat devait aussi fournir la totalité de l'outillage, des pièces et les composants nécessaires à l'assemblage des voitures, mais le but restait de passer progressivement d'un simple assemblage à la fabrication locale d'une grande partie d'entre eux en Bulgarie, avec la création d'une véritable usine de production.
(NDR : la société "SPC Balkankar" était une coopérative bulgare industrielle d'État).
Le contrat prévoyait également que, dans la phase initiale, "SPC Balkankar" payerait le constructeur italien non pas en argent mais sous forme d'échange (troc) avec des produits bulgares, méthode très fréquente avec les pays de l'ex bloc de l'Est. Dans la liste des produits "échangés" figurait les feuilles de tabac exportées par la société bulgare "ETO" (organisation bulgare du commerce pour l’exportation).

## La production automobile
L'assemblage des voitures Fiat dura 5 ans, de 1967 à 1971, conformément au contrat signé qui ne fut pas renouvelé. Le constructeur français Renault a subi le même cuisant échec en Bulgarie avec l'assemblage chez Bulgarrenault de la 4L entre 1966 et 1970.
Le lot 1A comprenant les 18 premières Fiat 850 est livré à l'"Usine de voitures des Balcans" à Lovetch le 10 mai 1967, comme stipulé au contrat.
La main d'œuvre bulgare avait été formée sur les chaînes de montage Fiat de l'usine de Mirafiori. Le nom commercial figurant sur les brochures publicitaires restera "Pirin-Fiat" pour sa consonance bulgare même s'il ne figurera jamais sur les voitures qui porteront le seul logo Fiat.
La première Pirin-Fiat 850 quitte la chaîne d'assemblage le 27 juin 1967, soit 1 mois et demi après la livraison des containers en CKD.
Le 12 mars 1968, le lot 2A de Fiat 850 à assembler est livré à l'usine bulgare, en kits complets. Cette livraison intervient 10 mois après la première livraison de 18 voitures. Le contrat initial prévoyait un volume de 3.000 à 5.000 voitures par an ! Le marché bulgare ne tenait manifestement pas ses promesses.
Au cours des mois d'avril et mai 1968, l'ingénieur bulgare Dimitar Damyanov est envoyé à Turin pour négocier l'achat à Fiat de machines-outils de soudure et d'assemblage pour équiper l'usine de Lovetch, restée avec un équipement très artisanal.
Le 28 avril 1968, l'ingénieur italien Brasio se rend à l'usine des balcans de Lovetch pour préparer l'installation d'une nouvelle unité de peinture qui sera mise en service le 13 décembre de la même année.

### La fin de la production
Le contrat de livraison de voitures en kits CKD d'une durée initiale de 5 ans, conclu entre la "SPC Balkankar" et Fiat arrive à son terme en septembre 1971. Les quantités d'automobiles initialement prévues n'ont jamais été respectées, vu l'étroitesse du marché bulgare, le niveau de vie local et la volonté de Moscou de maintenir sous sa coupe la fourniture limitée de voitures dans les pays sous tutelle. Le contrat n'a pas été renouvelé.
La dernière voiture Fiat assemblée quittera l'usine de Lovetch le 30 septembre 1971.

### Véhicules assemblés
- Fiat 850 berline (1967-1971): 360
- Fiat 850 Coupé (1967-1970): 89
- Fiat 124 berline (1967-1971): 274
- Fiat 124 Familiare (1967-1970): 35

La production totale fut de : 758 unités.

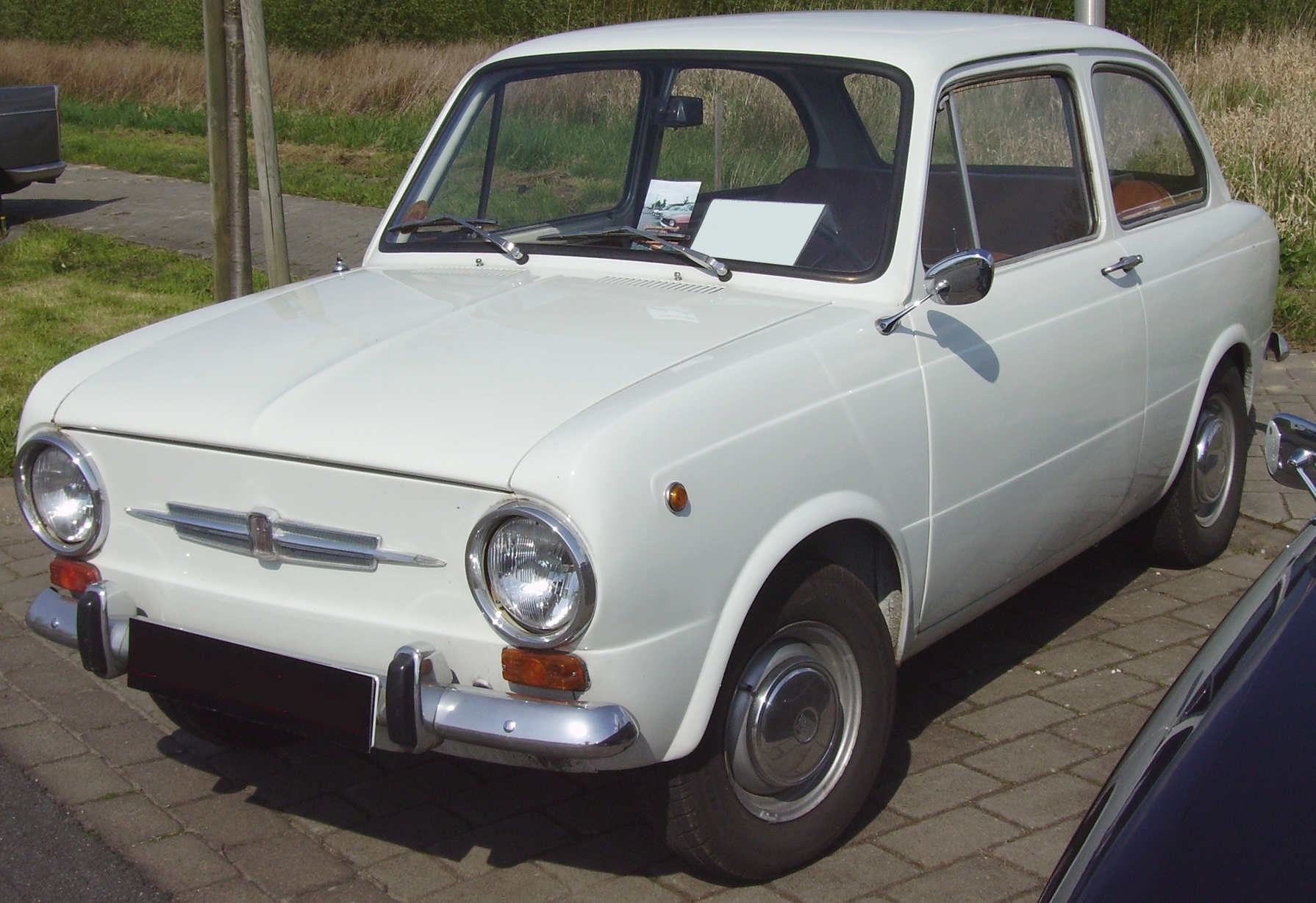
Pirin-Fiat 850 berline (1967)
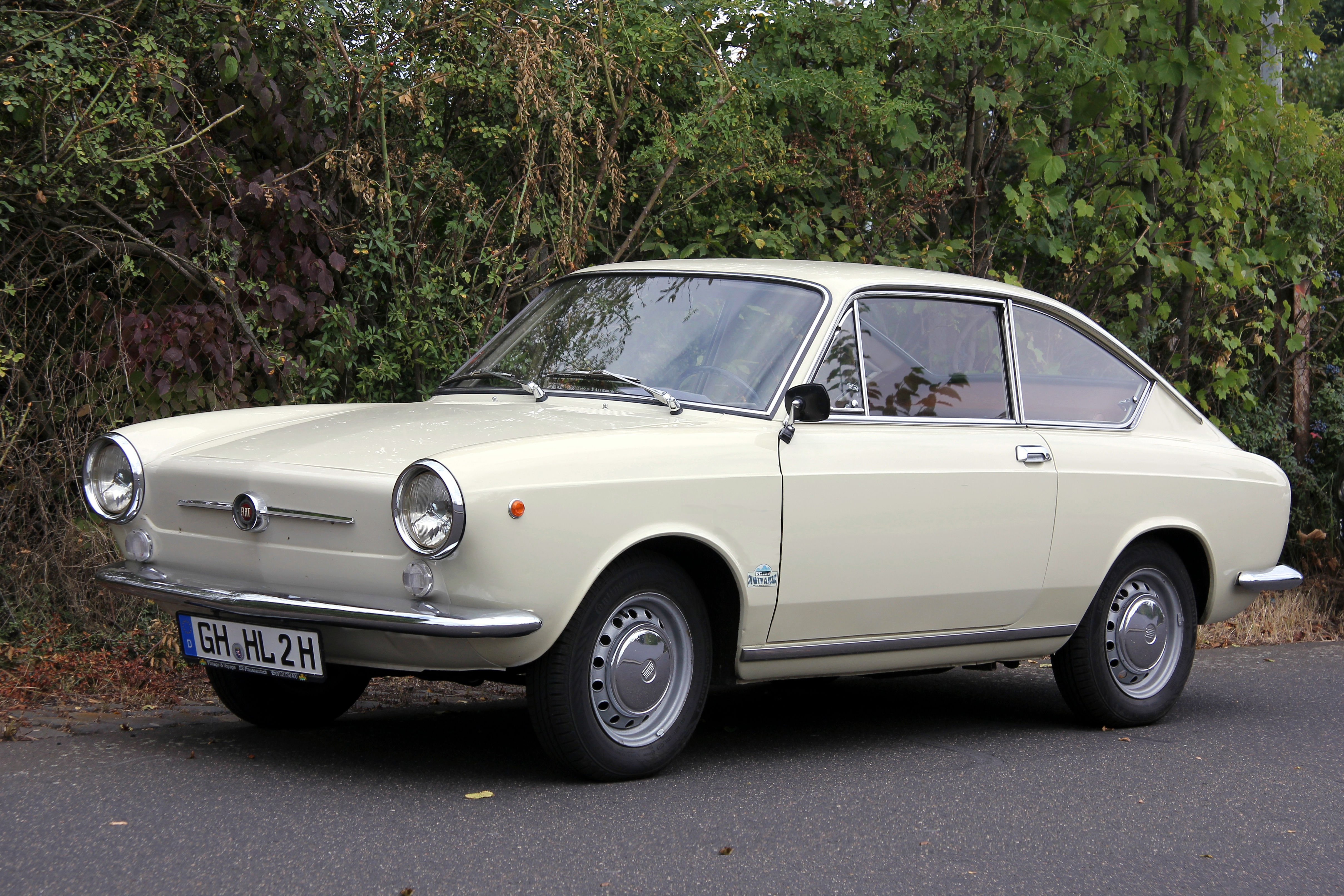
Fiat 850 Coupé (1967)
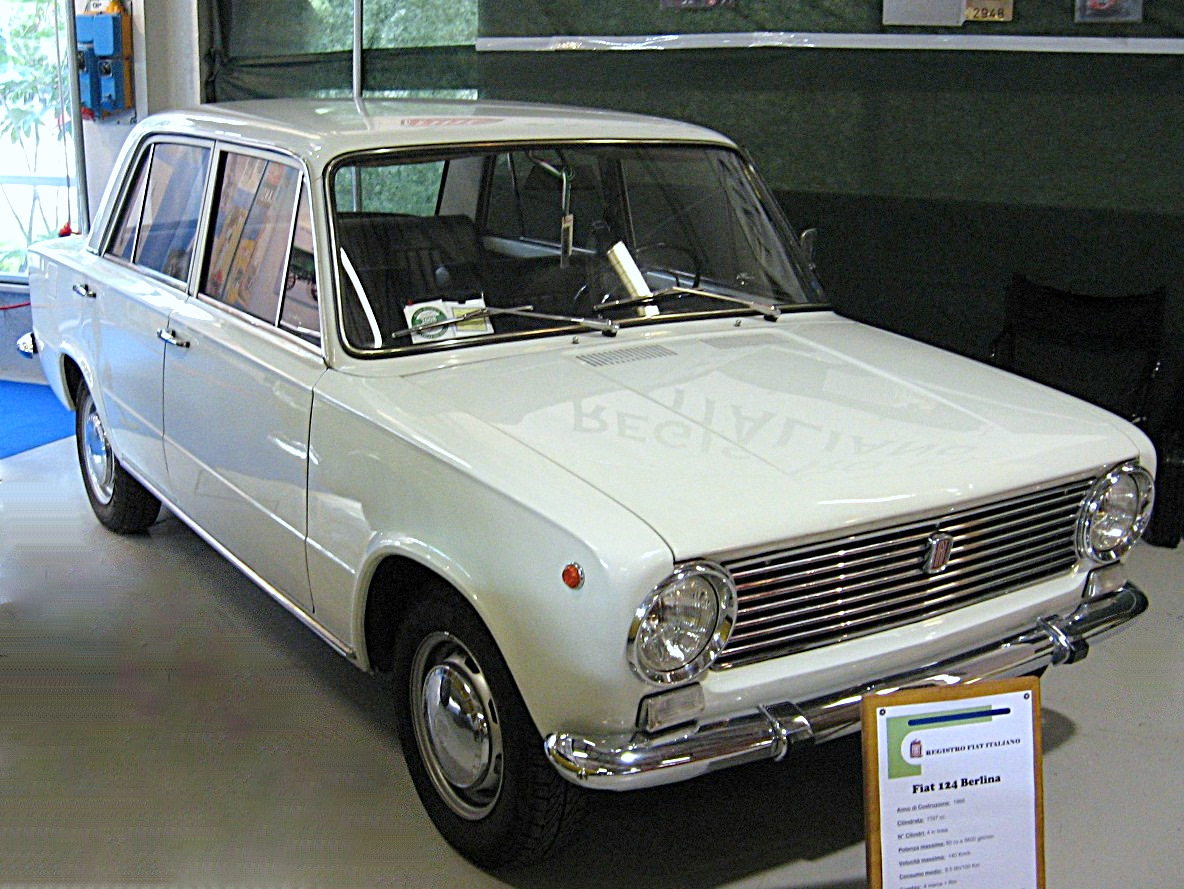
Fiat 124 (1967)
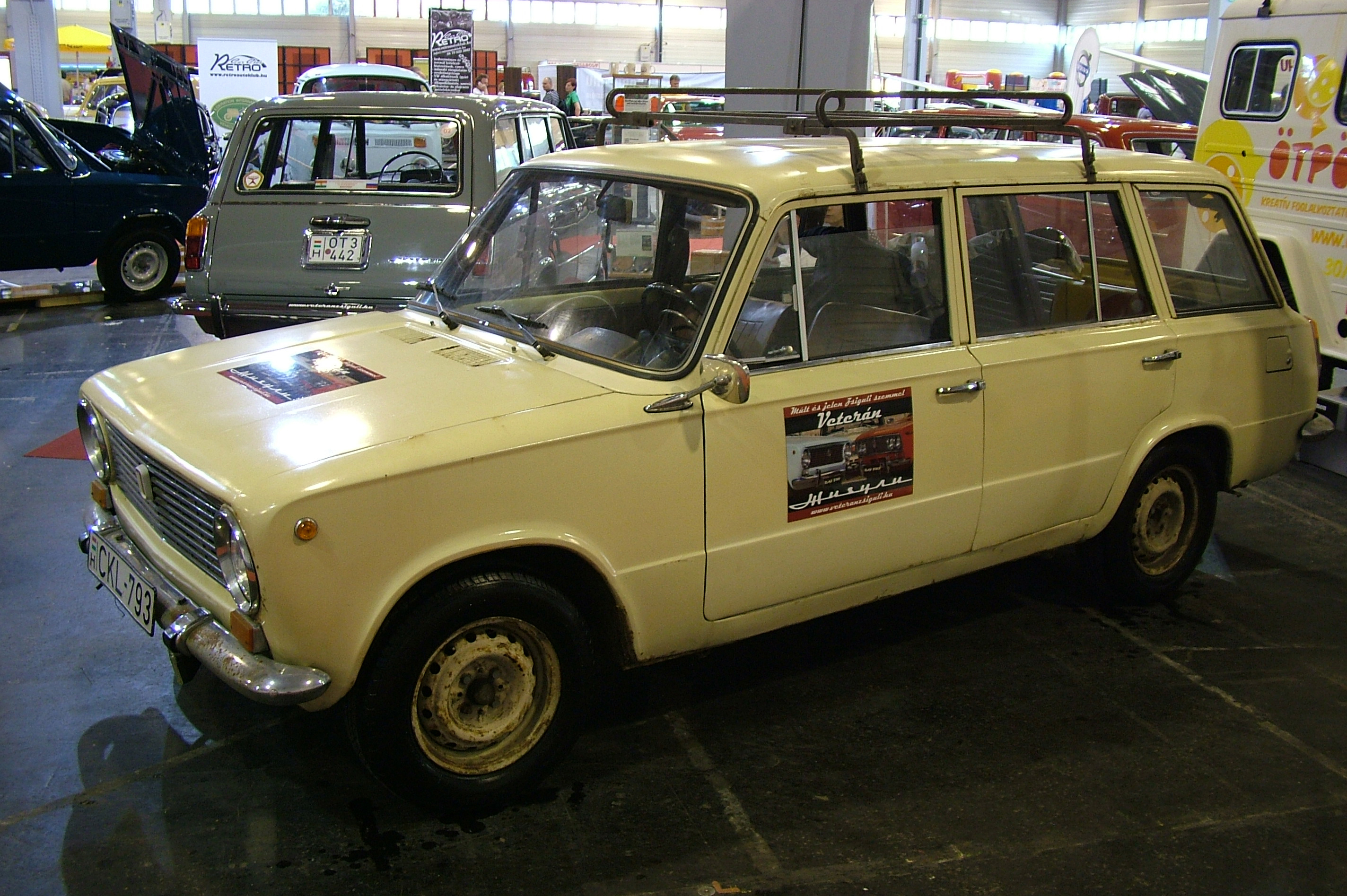
Fiat 124 Familiare (1968)